# Michael Hildebrandt

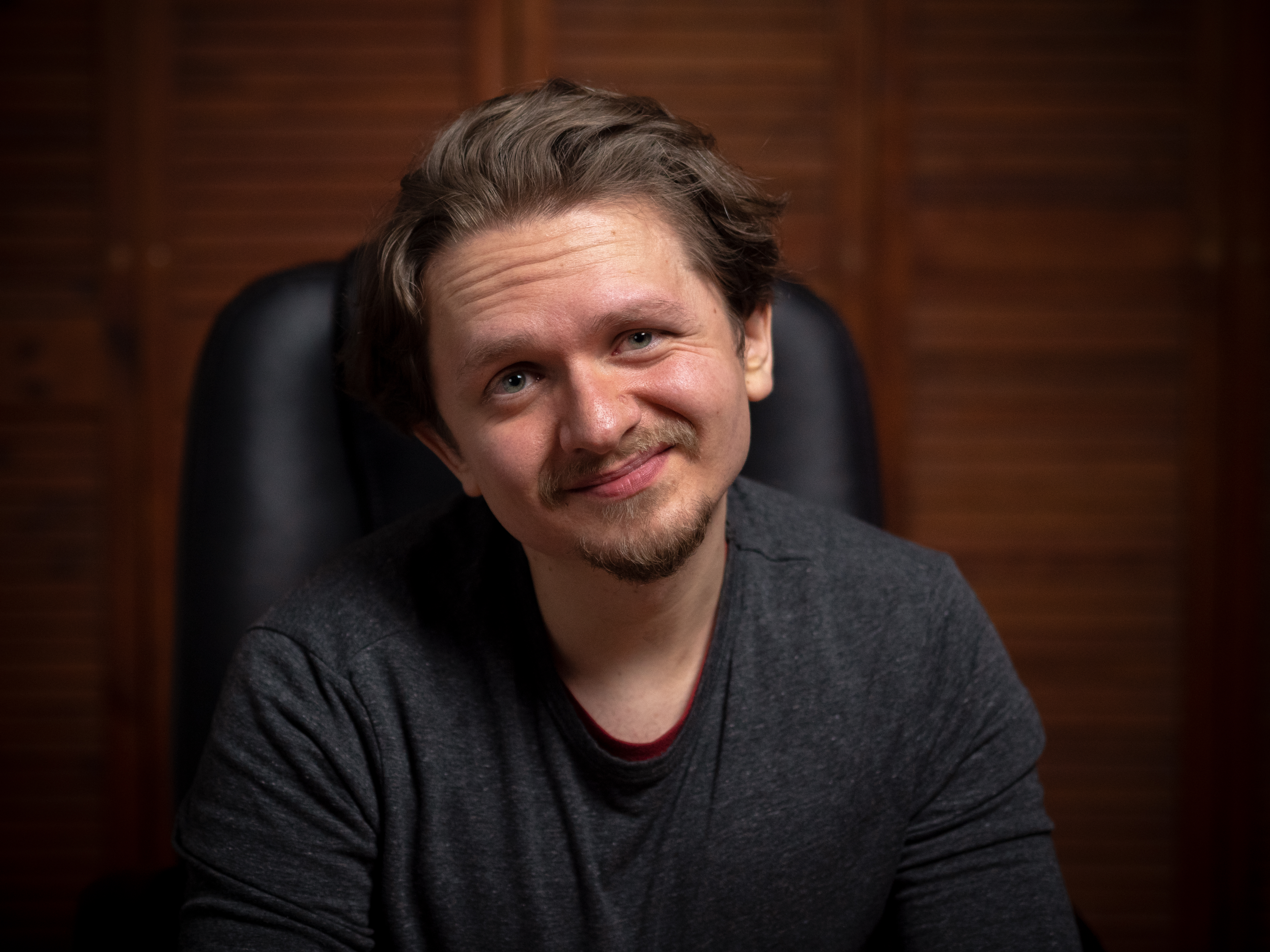
Michael J. Hilli (2021)

Michael Hildebrandt, auch Michael J. Hilli, (* 1986 in Danzig) ist ein deutscher Regisseur, Drehbuchautor, Webvideoproduzent und Darsteller. Erste Erfolge erzielte Hildebrandt durch den YouTube-Kanal JuBaFilms, den er zusammen mit Julien Bam und Gong Bao gründete.

## Biografie
Michael Hildebrandt studierte Kommunikationsdesign an der Fachhochschule Aachen. 2014 schloss er sein Studium mit dem Bachelor of Arts ab.
Während seines Studiums lernte er Julien Bam kennen. Zusammen mit ihm und Gong Bao gründete Michael Hildebrandt das Filmteam und den YouTube-Kanal JuBaFilms, wo er Kampf-, Tanz- und Comedy-Kurzfilme produzierte. Zu seinen größten Erfolgen auf YouTube gehören die Kurzfilme With A Piece Of Chalk und Eye Of The Panda, welche dort millionenfach aufgerufen wurden. Michael Hildebrandt wirkte auch in Webvideos und Filmen mit, ist aber meist in seinen eigenen Produktionen nur in kurzen Cameoauftritten und Nebenrollen zu sehen. Seit 2017 ist er auch an diversen Webvideo-Produktionen von Julien Bam als Darsteller beteiligt.
2015 stellte Michael Hildebrandt zusammen mit Julien Bam und Gong Bao die Produktion von Videos für ihren YouTube-Kanal JuBaFilms ein und gründete im selben Jahr die Filmproduktionsfirma Guinea Pics. Mit dieser produzierte er unter anderem den Spielfilm Im Winter So Schön, die Miniserie Neomaniacs und das Musikvideo 69 Ways (to Snore). Seit 2021 ist Michael J. Hilli, Comedyautor bei der Bühnensitcom Gutes Wedding, Schlechtes Wedding.

## Filmografie (Auswahl)
- 2012: Eye Of The Panda (Kurzfilm), (Regie, Drehbuch, Darsteller, Produktion)
- 2012: With A Piece Of Chalk (Kurzfilm), (Regie, Produktion)
- 2013: Not Yet A Hero (Kurzfilm), (Regie, Drehbuch, Produktion)
- 2016: 69 Ways To Snore (Musikvideo), (Regie)
- 2017: Neomaniacs (Miniserie), (Regie, Drehbuch, Schnitt)
- 2017: Julien Bam – Was ist mit meiner NASE los? (Kurzfilm), (Darsteller)
- 2017: Julien Bam – iPhone X (Kurzfilm), (Darsteller)
- 2020: Assassin’s Creed Valhalla - The Hunt (Kurzfilm), (1. Regieassistent)
- 2020: Cyberpunk 2077 - Phoenix Program (Kurzfilm), (Producer, 1. Regieassistent)
- 2023: Alles was Zählt (Episoden-Nebenrolle)[9]

## Auszeichnungen und Nominierungen
- 2012: Gewinner des Camgaroo Award in der Kategorie Kurzfilm mit Spielfilmcharakter Action für  Eye Of The Panda
- 2013: Nominierung für den Webvideopreis Deutschland in der Kategorie Action 2013 für Eye Of The Panda[10]
- 2016: Nominierung bei den Berlin Music Video Awards für das Musikvideo 69 Ways (Of Snore)